# Going Clear - Scientology e la prigione della fede
Going Clear - Scientology e la prigione della fede è un film del 2015 diretto da Alex Gibney.

## Trama
Il film alterna le testimonianze di otto ex-membri di Scientology e la storia della chiesa: dalla sua fondazione da parte di L. Ron Hubbard, continuando con la sua promozione da parte di star come John Travolta e Tom Cruise, per finire coi primi scandali e polemiche, in particolare quelli sopraggiunti sotto la leadership del successore di Hubbard, David Miscavige.

## Reazione da parte di Scientology
Scientology ha cercato fin dall'inizio di denunciare il film e di impedirne l'uscita. In seguito il regista Alex Gibney ha ringraziato la chiesa «per aver fatto tanta pubblicità per il film ».

## Premi e riconoscimenti
Il film è stato presentato al Sundance Film Festival, dove ha ottenuto ottime recensioni; inoltre, alla prima del film hanno partecipato molte celebrità, tra cui gli attori Alec Baldwin, Tobey Maguire e Jason Sudeikis. In più ha ricevuto 7 nomination ai Premi Emmy 2015, vincendone 3, tra cui Miglior Documentario.

## Distribuzione
Il film è uscito per la prima volta al Sundance Film Festival il 25 gennaio 2015, mentre in Italia è stato distribuito da Lucky Red a partire dal 25 giugno dello stesso anno.